# Lacapelle-Ségalar
 Lacapelle-Ségalar  là một xã trong tỉnh Tarn thuộc vùng Occitanie ở miền nam nước Pháp. Xã này nằm ở khu vực có độ cao trung bình 289 mét trên mực nước biển.